# 市樓

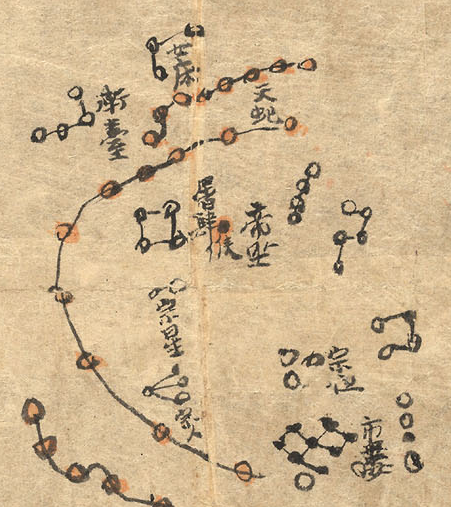
敦煌星图（S.3326）上所绘的天市左垣，市楼在其右

市楼是中国古代星官名，属三垣之中的天市垣，意为“管理市集的政府單位”，市楼星官共由六星组成，在现在通用的88星座中分别属于巨蛇座和蛇夫座。

## 市楼六星
- 市楼一，蛇夫座μ，视星等4.62
- 市楼二，巨蛇座ο，视星等4.26
- 市楼三，蛇夫座τ，视星等5.24
- 市楼四，巨蛇座ν，视星等4.33
- 市楼五
- 市楼六

## 市楼增一星
清钦天监1752年编成《仪象考成》星表，市楼增加了1颗肉眼可见的星。
- 市楼增一

## 古书记载
- 《甘石星經》：「市樓六星，在市門中，主闤闠之司，今市曹官之職。」
- 《隋書‧天文志》：「 市中六星臨箕曰市樓，市府也，主市價律度。」